# General Certificate of Secondary Education
General Certificate of Secondary Education (GCSE) é um tipo de qualificação acadêmica, introduzido em setembro de 1986 no sistema educacional britânico, obtida em uma matéria especifica, geralmente por estudantes aos 16 anos de idade. Em média, os alunos escolhem 8 disciplinas, com um mínimo de 6. Três disciplinas são obrigatórias: língua inglesa (não inclui literatura, que é uma área separada e opcional), ciências (compreende o básico de biologia, física e química, que também podem ser estudadas separadamente com mais profundidade) e matemática (há disciplinas opcionais para estudar áreas específicas da matemática com mais profundidade); mas é possível selecionar outras dentre uma série de opções, tais como biologia, música, negócios, teatro, geografia, contabilidade, história, química, literatura inglesa, direito, estatística, economia, física, teologia, computação, etc. As opções de matérias variam conforme a escola, e as notas finais variam de A* - A - B - C - D - E - F.